# Burgstall Hagenhill
Der Burgstall Hagenhill bezeichnet eine abgegangene Wasserburg 500 Meter nordnordöstlich der Pfarrkirche St. Peter und Paul von Hagenhill (Anwesen Schloßstraße 8) einem Ortsteil des Marktes Altmannstein im Landkreis Eichstätt in Bayern. Die Anlage wird als Bodendenkmal unter der Aktennummer D-1-7136-0003 im Bayernatlas als „Burgstall des Mittelalters“ geführt. 
Als Besitzer der vermutlich im 12. oder 13. Jahrhundert erbauten Burg werden die Herren von Hagenhill genannt. Das Dorf „Hagenhuli“ hat in seiner wechselvollen Geschichte viele Herrscher erlebt, darunter das Adelsgeschlecht „von Hagenhüle“ (1120 ist ein Fritele von Haginhule genannt). Von der ehemaligen Burganlage, deren Burgstall heute eine Bodendenkmal ist, sind nur noch geringe Reste erhalten.